# Терренс Треммелл
Терренс Треммелл (англ. Terrence Trammell, нар. 23 листопада 1978) — американський легкоатлет, який спеціалізувався на бар'єрному бігу.

## Спортивні досягнення
Дворазовий срібний олімпійський призер з бігу на 110 метрів з бар'єрами (2000, 2004). Учасник змагань з бігу на 110 метрів з бар'єрами на Іграх-2008 (не зміг фінішувати в попередньому забігу).
Триразовий срібний призер чемпіонатів світу з бігу на 110 метрів з бар'єрами (2003, 2007, 2009). Фіналіст чемпіонату світу (5-е місце) з бігу на 110 метрів з бар'єрами (2005).
Дворазовий чемпіон світу в приміщенні з бігу на 60 метрів з бар'єрами (2001, 2006). Срібний призер чемпіонату світу в приміщенні з бігу на 60 метрів з бар'єрами (2010). Бронзовий призер чемпіонату світу в приміщенні з бігу на 60 метрів (2006).
Чемпіон Універсіади з бігу на 110 метрів з бар'єрами та естафетного бігу 4×100 метрів (1999).
Чемпіон США з бігу на 110 метрів з бар'єрами (2004, 2007), 60 метрів з бар'єрами (2000, 2001, 2006, 2009, 2010) та 60 метрів (2002).

## Визнання
- Член Зали слави легкої атлетики США (2021)[1].